# Caherdorgan North

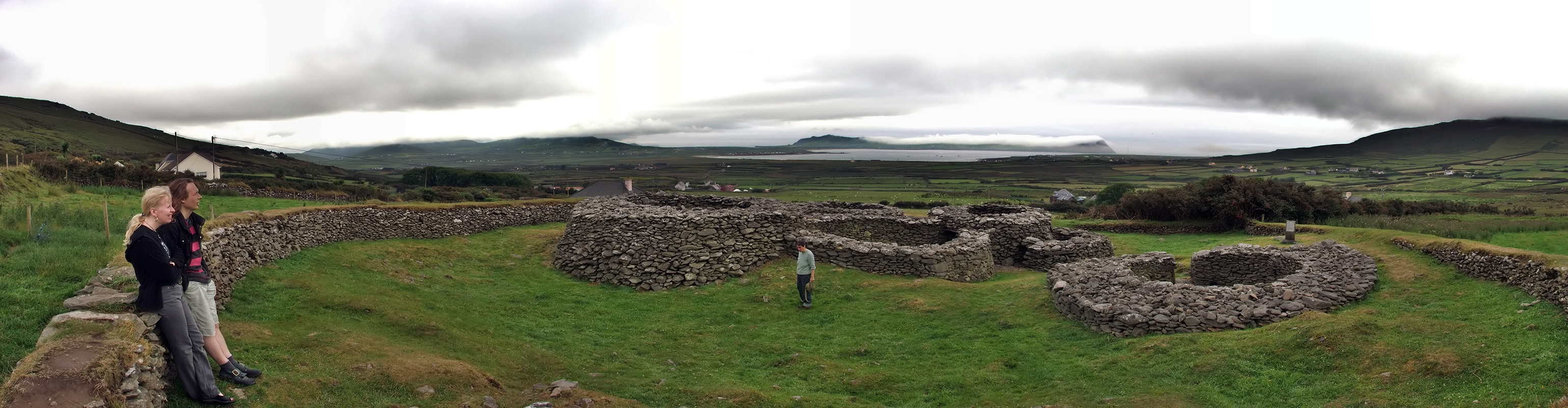
Caherdorgan North

Das rekonstruierte Caherdorgan North (irisch Cathair Deargáin Thuaidh, auch als „Cathair Deargan stone fort“ bezeichnet), etwa einen Kilometer südlich von Kilmalkedar, auf der Dingle-Halbinsel im County Kerry in Irland liegt an der R559 (Straße) und ist ein noch mittelalterlich genutztes Dun. Vom hochgelegenen Dun überblickt man die Meeresbucht Smerwick Harbour. Caher ist die anglisierte Form der irischen Wortes „cathair“ (was in einigen Regionen der Insel Dun bzw. Steinfort bedeutet). 
Das Dun liegt auf einer eingeebneten Plattform in einer Hanglage, die nach Westen steil abfällt. Im Inneren des in etwa runden Dun (in der Region wird der Typ zumeist Cashel genannt) mit einer Resthöhe der Außenmauer aus Trockenmauerwerk von stellenweise 2,65 m Höhe und 2,1 m Breite liegen fünf (von einst sieben) einigermaßen erhaltene Basen von Clochans. Die drei mittleren Clochans tangieren einander. Der südlichste und größte hat an der Basis der westlichen Wand ein (heute) unzugängliches Souterrain. Es handelt sich um ein System unterirdischer Gänge und Kammern bzw. Nischen. Bei Souterrains wird zwischen „earth-cut“, „rock-cut“, „mixed“, „stone built“ und „wooden“ (z. B. Coolcran, County Fermanagh) Souterrains unterschieden, die oft mit Steinplatten oder Holzbalken abgedeckt sind.